# 菲律宾宿雾圣殿
2006年4月18日，耶稣基督后期圣徒教会宣布在菲律宾宿雾修建圣殿。2007年11月14日奠基。2010年6月13日举行奉献仪式，随后开放两周。